# Graham Peak
Der Graham Peak ist ein Berg im ostantarktischen Enderbyland. Er ragt 11 km östlich des Mount Riiser-Larsen im nordwestlichen Teil der Tula Mountains auf.
Kartiert wurde er anhand von Luftaufnahmen, die Teilnehmer einer Mannschaft der Australian National Antarctic Research Expeditions im Jahr 1956 anfertigten. Das Antarctic Names Committee of Australia (ANCA) benannte den Berg nach Neal H. Graham, Koch auf der Wilkes-Station im Jahr 1960.